# Abraxas friedrichi
Abraxas friedrichi là một loài bướm đêm trong họ Geometridae.